# 25372 Shanagarza
A 25372 Shanagarza (ideiglenes jelöléssel 1999 TB164) a Naprendszer kisbolygóövében található aszteroida. A LINEAR projekt keretében fedezték fel 1999. október 9-én.